# Estadio Municipal de Porto Novo
El Estadio Municipal de Porto Novo (en francés: Stade Municipale ) es un estadio de usos múltiples en la ciudad de Porto Novo, en el extremo sur del país africano de Benín. Actualmente se utiliza sobre todo para los partidos de fútbol y es el estadio habitual del AS Porto Novo de la liga premier de Benín. El estadio tiene una capacidad para hasta 20 000 espectadores.